# Johannes Duntze (Maler)

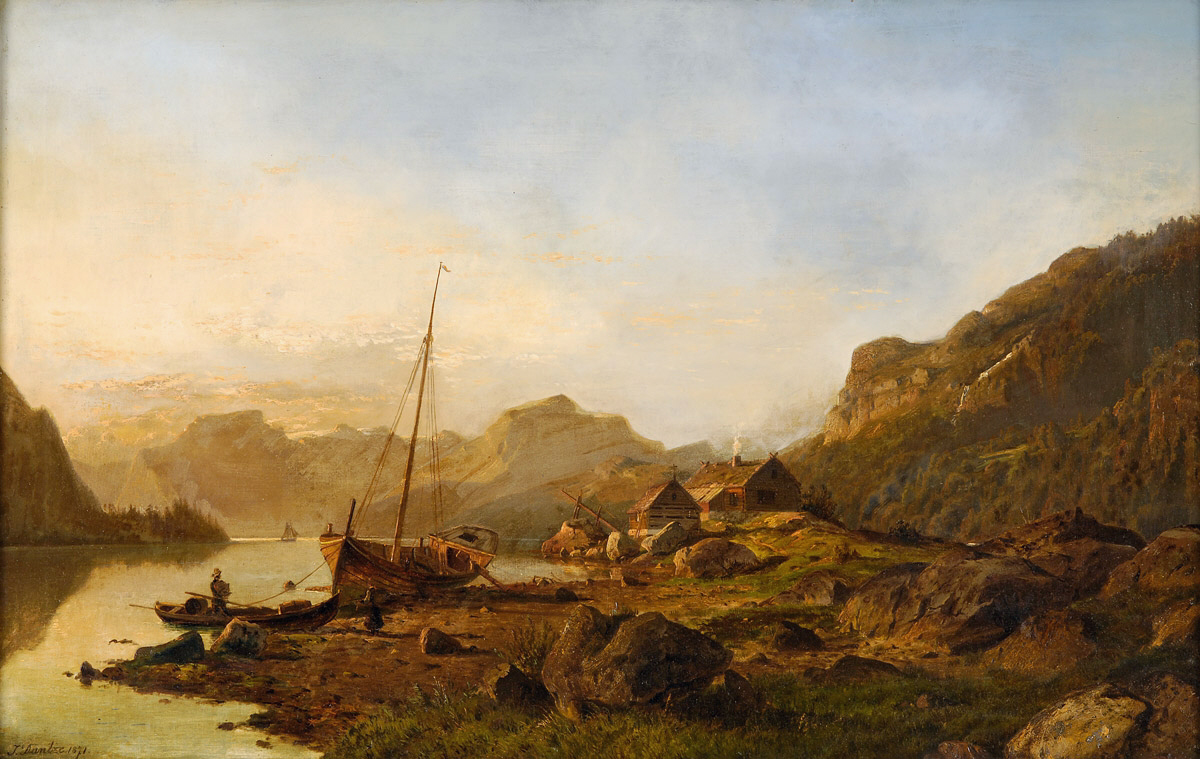
Johannes Bartholomäus Duntze: Sonnenaufgang im Fjord, 1871

Johannes Bartholomäus Duntze (* 6. Mai 1823 in Rablinghausen; † 20. Mai 1895 in Düsseldorf) war ein deutscher Landschaftsmaler.
Geboren als Sohn des Bremer Pfarrers und Historikers Johann Hermann Duntze und der Elisabeth Ulrichs, studierte er von 1839 bis 1842 an der Akademie der Bildenden Künste München, wo ihn Carl Rottmann beeinflusst haben dürfte, dann in Berlin bei Wilhelm Krause, in Antwerpen von 1851 bis 1855, in Genf bei Alexandre Calame. Bereits 1845 führte ihn eine Studienreise in das damals erst von wenigen Malern aufgesuchte Norwegen. 1855 besuchte er Paris. 1856 ließ er sich in Düsseldorf nieder, wo er 1858 dem Künstlerverein Malkasten beitrat. Weitere Studienreisen unternahm er in die Schweiz (Gemälde seit 1852), nach Tirol, nach Belgien und Holland.

## Werk
Die Hauptthemenkreise sind Alpenlandschaften, Norwegenlandschaften und Winterlandschaften, die häufig in Holland angesiedelt sind und auch Architekturen sowie Genreszenen enthalten. Daneben malte er auch Rhein-, Lahn- und Mosellandschaften.
Es ist umstritten, ob Duntze aufgrund seines Wohnortes zur Düsseldorfer Schule zu rechnen ist. Er malte in Art der Romantiker sehr exakt mit dünnem Farbauftrag. Seine Freilandskizzen sind ebenfalls sehr fein ausgeführt, wodurch er sich von den führenden Düsseldorfer Malern dieser Zeit unterschied und mehr der Münchener und Schweizer Schule folgte. Die größeren Atelierbilder sind oft frei erfunden. Für seine nordischen Landschaftsdarstellungen wählte er ungewöhnliche Kompositionen und Blickwinkel, die dem Publikum neue Ansichten boten, im Gegensatz zu den typisierten Motiven zahlreicher Zeitgenossen.
Seine Bilder sind farbenfroh und freundlich. Großen Wert legte er auf Lichteffekte, wobei er das Gegenlicht bevorzugte. Müller betont die „Klarheit der Luft und Schönheit der Färbung von Wasser und Land.“
Duntze beschickte zahlreiche deutsche und ausländische Ausstellungen, z. B. von 1866 bis 1888 regelmäßig die Berliner Akademieausstellungen, später englische, schweizerische und 1888/89 Kopenhagener Ausstellungen. Die Museen von Hamburg, Hannover, Stuttgart, Mainz, Bern und Genf und Sydney kauften Werke von ihm an.